# シティ・オブ・ブラインディング・ライツ
「シティ・オブ・ブラインディング・ライツ」（City of Blinding Lights）は、U2が2004年に発表したアルバム『原子爆弾解体新書〜ハウ・トゥ・ディスマントル・アン・アトミック・ボム』に収録されている曲で、シングルリリースされた。

## 概要
『Pop』レコーディング時には「Scot Walker」と呼ばれていた曲で、この曲が「Big Girls are Best」と「City of Blinding Lights」に分かれた。『Pop』の時にはアウトラインしかなく、『All That You Can't Leave Behind』の時にも弄ってみたが、結局、完成せず。このアルバムでようやく日の目を見た。
歌詞は自分の中の大都会にいながらにして魂を失わずとも世界を手に入れられることについて歌っている。ボノの念頭にあったのはアリと初めて行ったロンドンの思い出、そして9.11テロ後のニューヨークのマディソン・スクエア・ガーデンで演奏した際、ライトに照らされた観客の頬を伝う涙だった。それを見たボノは思わず「Oh,You Look So Beautiful」と叫び、それがコーラスの歌詞にあった。
またオランダで催されたアントン・コービンの写真展にもインスパイアされた。ボノが、1982年の「New Year's Day」のPVの撮影中、ヘリコプターの乗り込まんとする自分の写真を見ていた時、あるジャーナリストが、この時の自分に何を言ってやりたい？ と尋ねた。「お前は完全に正しい道を進んでいるんだから、自分を疑うのはもうよせと言ってやるね」とボノは答えたが、その実、自分の失ったものの大きさを思い知らされて愕然としていた。当時はもっと世界をはっきりと見据えていたが、今では……というわけである。
曲調から「Where The Streets Have No Name」と比較されることが多くU2の新たな代表曲となった。
この曲はバラク・オバマのお気に入りで、2008年と2012年の大統領選挙の際は、オバマ陣営のキャンペーンソングに選ばれ、2009年1月18日のバラク・オバマ大統領の就任を祝賀して行われたコンサート「ウィ・アー・ワン:オバマ就任祝典」では、U2は「Pride」とこの曲を歌った。
その際ボノは「次期大統領のバラク・オバマがこの曲をキャンペーンソングを選んでくれたことに、ダブリンのノースサイド出身の4人のアイルランド人少年たちは興奮し、名誉に思っています」とスピーチし、歌詞の「Neon hearts, dayglo eyes / A city lit by fireflies」を「America, let your road rise / Under Lincoln's unblinking eyes」と換えて歌い、最後のコーラスでは、「America's getting ready to leave the ground」と歌詞を換えて、副大統領候補のジョー・バイデンに呼びかけた。またオバマは退任記者会見の際もこの曲に乗って壇上に登場している。
またESPNは2006年のドイツ・ワールドカップのコマーシャルソングにこの曲を起用した。ナレーションはボノである。
2010年南アフリカ・ワールドカップでも再び起用され、曲のダウンロード数が前の月の2倍になった。
また2008年、NASAはSTS-126の際、エンデバー号の乗組員ロバート・S・キンブローのための4回目の目覚ましベルに使った。2011年のSTS-133の際には、全乗組員のための8回目の目覚ましベルに使った。

## 収録曲

### Version 1
1. City of Blinding Lights (Radio edit)
2. All Because of You (Killahurtz Fly mix)

### Version 2
1. City of Blinding Lights (Radio edit)
2. The Fly (Live at Stop Sellafield, Sellafield, Cumbria, England, 1992)
3. Even Better Than the Real Thing (Live at Stop Sellafield, Sellafield, Cumbria, England, 1992)

### Version 3 MD
1. City of Blinding Lights (Radio edit)
2. Out of Control (Live at the Brooklyn Bridge, Manhattan, New York City, New York, 22 November 2004)

### Version 4 CD（日本盤）
1. City of Blinding Lights (Radio edit)
2. The Fly (Live at Stop Sellafield, Sellafield, Cumbria, England, 1992)
3. Even Better Than the Real Thing (Live at Stop Sellafield, Sellafield, Cumbria, England, 1992)
4. All Because of You (Killahurtz Fly mix)

### Version 5 DVD
1. City of Blinding Lights (Live at the Brooklyn Bridge, Manhattan, New York City, New York, 22 November 2004 – Video)
2. Sometimes You Can't Make It on Your Own (Video)
3. City of Blinding Lights (Audio only)

## PV
- 監督：アレックス＆マーチン
- ロケ地：General Motors Place（バンクーバー）
- 撮影日：2005年4月27日
- リリース日：2005年5月30日

PVの撮影は4月27日、28日、General Motors Placeにファンを4000人招いて行われた。27日の午後1時半から3時半までの間のラジオやインターネットで宣伝され、7時に4000人のファンが集まった。U2は午後8時20分に登場して、合間にHokey Pokeyを挟んで「City of Blinding Lights」を計6回演奏。その後、ファンサービスでミニライブを行い「Vertigo」「All Because of You」「Sometimes You Can't Make It On Your Own」を演奏した。

## アウトアピアランス
- プラダを着た悪魔 (2006) - メリル・ストリープ主演の2006年のアメリカ映画。サントラに収録。
- アントラージュ☆オレたちのハリウッド (2004-2011) - アメリカで放送されたテレビドラマ。「I Love You Too」というエピソードで、U2はライブでこの曲を歌い、ボノがジョニー・チェイスという俳優にハッピーバースディをいうシーンがある。

## リミックス
- Hot Chip 2006 Remix (2006) by Hot Chip（『Artificial Horizon』収録）

## カバー
- Dashboard Confessional (2010) - 「By the People, For the People」収録。

## 評価
- 2005年Qマガジンが選ぶ聞くべき一曲第42位[5]
- 2006年グラミー賞最優秀ロック楽曲賞